# Huta Baru Sosopan
Huta Baru Sosopan is een bestuurslaag in het regentschap Padang Lawas van de provincie Noord-Sumatra, Indonesië. Huta Baru Sosopan telt 250 inwoners (volkstelling 2010).